# NGC 7814
NGC 7814（Caldwell 43）は、ペガスス座の方角に約4000万光年離れた位置にある渦巻銀河である。地球から見ると真横を向いている。ソンブレロ銀河と似た形状でより小さいことから「the little sombrero」と呼ばれることもある。NGC 7814の背景の空間は、ハッブル・ディープ・フィールドと同様に、暗く遠い銀河が多く集まっていることで知られている。

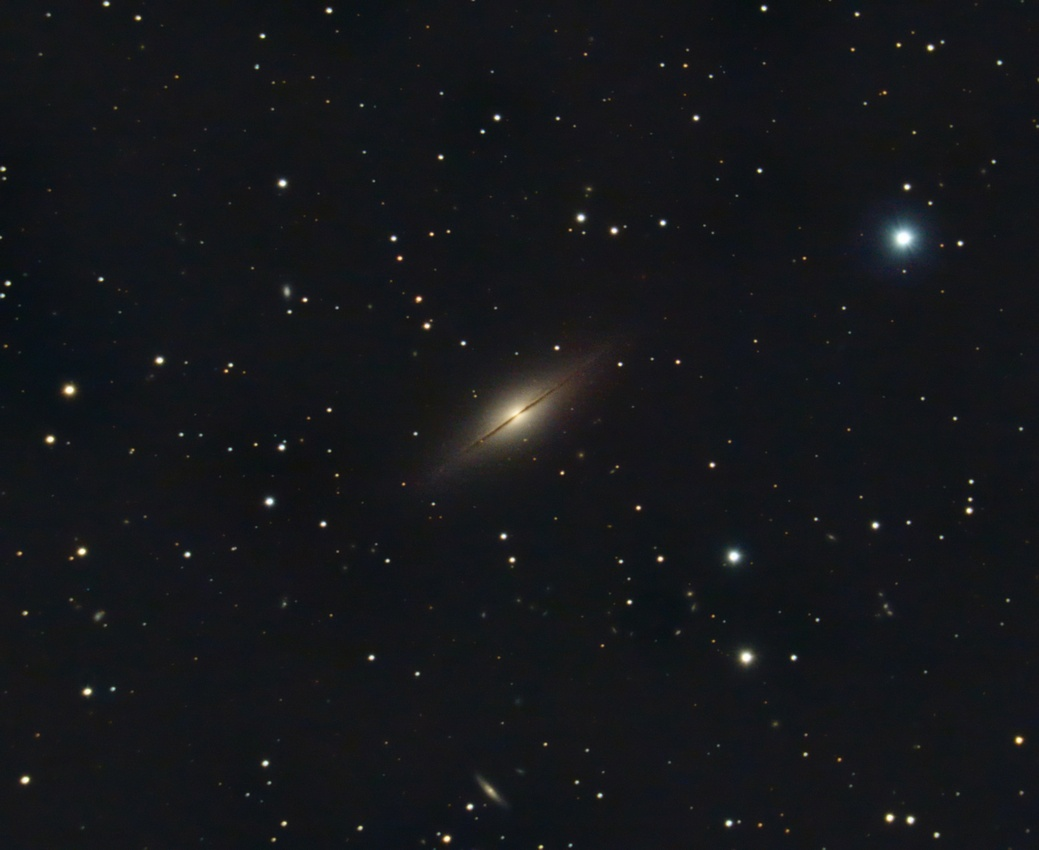
アマチュア望遠鏡で観測したNGC 7814